# Стадион имени сэра Хьюберта Мюррея
Стадион имени сэра Хьюберта Мюррея (англ. Sir Hubert Murray Stadium) — спортивный комплекс, расположенный в Порт-Морсби, столице Папуа — Новой Гвинеи.

## История
Построен для проведения Южнотихоокеанских игр 1969 года на мелиорированных землях в Конедобу, которые ранее представляли собой прибрежные мангровые заросли. Соревнования по легкой атлетике, а также церемонии открытия и закрытия проводились на новом стадионе, который назван в честь сэра Хьюберта Мюррея, бывшего вице-губернатора территории Папуа.
С первоначальной вместимостью около 15 000 зрителей использовался для футбольных и школьных спортивных мероприятий после проведения Южнотихоокеанских игр 1969 года. В конце 2003 года началась трехэтапная реконструкция объекта стоимостью 120 миллионов кин в рамках государственно-частного партнерства, чтобы увеличить вместимость до 25 000 человек. Реконструированный стадион будет использоваться для регбилиг, регби и футбола в месте, соответствующем стандартам ФИФА, с естественным травяным покрытием и освещением, подходящим для телетрансляции ночных событий.
Планы по строительству шестиэтажной главной трибуны включают в себя: восемь ресторанов и тренажерный зал с помещениями для проведения соревнований по тяжёлой атлетике на Тихоокеанских играх 2015 года. В планах проведение соревнований по австралийскому футбоул и крикету после проведения дальнейшего развития комплекса на третьем этапе реконструкции.